# Узнезя
Узнезя (рос. Узнезя) — село Чемальського району, Республіка Алтай Росії. Входить до складу Узнезисинського сільського поселення.
Населення — 530 осіб (2015 рік).

## Географія
Розташоване на північ від села Чемал , на правому березі річки Катуні , в гирлі однойменної річки Узнезі . Через село з півночі на південь проходить Чемальський тракт , який з'єднав Чуйський тракт і село Куюс , саме південне село Чемальського муніципального району . Від Чуйської тракту до села Узнезя - 20 км. Село четверте за чисельністю жителів у Чемальском муніципальному районі , поступається лише селам Чемал , Елекмонар і Чепош.